# Kanton Angers-5
Der Kanton Angers-5 ist seit 1973 ein französischer Wahlkreis im Arrondissement Angers, im Département Maine-et-Loire und in der Region Pays de la Loire. Sein Hauptort ist Angers.

## Gemeinden
Der Kanton besteht aus sieben Gemeinden und Gemeindeteilen mit insgesamt 40.620 Einwohnern (Stand: 1. Januar 2022) auf einer Gesamtfläche von 115,66 km²:
| Gemeinde          | Einwohner 1. Januar 2022 | Fläche km² | Dichte Einw./km² | Code INSEE | Postleitzahl |
| ----------------- | ------------------------ | ---------- | ---------------- | ---------- | ------------ |
| Angers            | 26.062                   | 12,11      | 2.152            | 49007      | 49000, 49100 |
| Briollay          | 3.193                    | 14,28      | 224              | 49048      | 49125        |
| Cantenay-Épinard  | 2.397                    | 16,10      | 149              | 49055      | 49460        |
| Écouflant         | 4.614                    | 17,02      | 271              | 49129      | 49000        |
| Écuillé           | 661                      | 12,55      | 53               | 49130      | 49460        |
| Feneu             | 2.216                    | 25,52      | 87               | 49135      | 49460        |
| Soulaire-et-Bourg | 1.477                    | 18,08      | 82               | 49339      | 49460        |
| Kanton Angers-5   | 40.620                   | 115,66     | 351              | 4905       | –            |

1. ↑   Nur der nördliche Teil der Gemeinde, der Rest verteilt sich auf die Kantone Angers-1, Angers-2, Angers-3, Angers-4, Angers-6 und Angers-7.